# 兼山站
兼山站（日语：／ Kaneyama eki */?）是位於岐阜縣可兒郡兼山町（現時：可兒市），名古屋鐵道八百津線的鐵道車站（廢站）。

## 歷史
- 1930年（昭和5年）
  - 4月30日：東美鐵道（日语：東美鉄道）伏見口站（現時：明智站）至此站開通，此終點站啟用。
  - 10月1日：此站至八百津站之間開業，成為中途站。
- 1940年（昭和15年）6月7日：水壩建設專用鐵道（0.6公里，使用汽油機車驅動）開通[2]
- 1943年（昭和18年）3月1日：名古屋鐵道與東美鐵道合併，成為名古屋鐵道東美線的車站。
- 1948年（昭和23年）5月16日：路線名稱改為八百津線。
- 1961年（昭和36年）度：廢除貨運業務[3]。
- 1969年（昭和44年）11月6日：成為無人車站[4]。
- 2001年（平成13年）10月1日：八百津線廢線，此站被廢除。

## 車站構造
由於此站過去設有列車交會設備和側線，因此此站的範圍較廣闊。截至車站廢除前，此站只有1面1線的島式月台，以及為無人車站。在無人化後，站舍仍然存在。截至車站廢除前，站舍內的櫃枱被膠合板圍封。
在廢站後，站舍也被拆毀，路軌等也被撤走，重新建設為「大家的車站廣場」。

### 配線圖
| ← 明智方向      | 兼山站 站內配線略圖 | → 八百津方向 |
| 图例 参考文献： |                     |              |

## 使用狀況
- 在中提及在1992年度，當時1日平均上下車人次為338人，除岐阜市內線均一車費區間內各站（岐阜市內線、田神線、美濃町線徹明町站至琴塚站之間）外名鐵所有車站（342站）中排名第298，廣見線、八百津線（16站）中排名第12[1]。
- 根據《岐阜縣統計書數碼存檔》 （页面存档备份，存于），以下為各年的統計數字（當中沒有1936-1954年及1964年以後的資料）：

| 年度 | 乘車人次 | 下車人次 | 貨物發送（公噸） | 貨物到達（公噸） |
| ---- | -------- | -------- | ---------------- | ---------------- |
| 1930 | 19,444   | 19,142   | 149              | 1,312            |
| 1931 | 17,714   | 18,019   | 125              | 943              |
| 1932 | 14,481   | 14,673   | 106              | 950              |
| 1933 | 13,518   | 13,614   | 114              | 1,054            |
| 1934 | 14,085   | 14,405   | 111              | 962              |
| 1935 | 16,026   | 16,724   | 116              | 963              |
|      |          |          |                  |                  |
| 1955 | 151,206  | 100,788  | 451              | 1,133            |
| 1956 | 155,937  | 154,666  | 1,030            | 1,273            |
| 1957 | 174,350  | 173,356  | 775              | 1,449            |
| 1958 | 179,780  | 180,277  | 743              | 1,281            |
| 1959 | 185,736  | 188,010  | 1,513            | 783              |
| 1960 | 202,068  | 201,387  | 865              | 766              |
| 1961 | 206,502  | 206,961  | 0                | 0                |
| 1962 | 219,723  | 219,941  | 0                | 0                |
| 1963 | 228,969  | 230,836  | 0                | 0                |

## 車站周邊
- 岐阜縣道365號和知兼山停車場線（日语：岐阜県道365号和知兼山停車場線）
- 舊・兼山町（日语：兼山町）公所
- 古城山（兼山城址）
- 兼山湊（日语：兼山湊）跡
- 兼山水壩（日语：兼山ダム）

## 相鄰車站
名古屋鐵道
八百津線
兼山口－兼山－中野
- 在1965年4月5日前，此站與兼山口站之間曾設有城門站。

## 注腳
1. 1 2  名古屋鐵道廣報宣傳部（編）. . 名古屋鐵道. 1994: 651–653 （日语）.
2. ↑  日本發送電『地方鉄道及軌道一覧. 昭和18年4月1日現在』（國立國會圖書館近代數碼圖書館）
3. ↑  名古屋鉄道広報宣伝部（編）. . 名古屋鉄道. 1994: 340 （日语）.
4. ↑  名古屋鉄道広報宣伝部（編）. . 名古屋鉄道. 1994: 877 （日语）.
5. ↑  電氣車研究會，《鐵道畫刊》通卷第473號 1986年12月 臨時增刊號 「特集 - 名古屋鐵道」，附圖「名古屋鐵道路線略圖」